# Philipp Hax
Johann Philipp Hax (* 3. Januar 1772 in Darmstadt; † 29. Juni 1831 ebenda) war ein hessischer Gastwirt und Politiker und Abgeordneter der 2. Kammer der Landstände des Großherzogtums Hessen.
Philipp Hax war der Sohn des Metzgermeisters und Gastwirts „Zum Löwen“ Johann Philipp Hax und dessen Ehefrau Elisabeth Catharina. Hax, der evangelischen Glaubens war, war Gastwirt „Zum Löwen“ in Darmstadt und heiratete dort am 6. Dezember 1795 Maria Katharina geborene Dickel.
Von 1820 bis 1824 gehörte er der Zweiten Kammer der Landstände an. Er wurde für den Wahlbezirk Starkenburg 5/Pfungstadt gewählt.